# Crepidula plana
Crepidula plana is een slakkensoort uit de familie van de Calyptraeidae. De wetenschappelijke naam van de soort is voor het eerst geldig gepubliceerd in 1822 door Say.

## Beschrijving
De zeeslak Crepidula plana wordt gekenmerkt door een platte witte schaal, een wit lichaam en een ontwikkeling met een fase als plankton-larve. Deze soort komt vaak voor in grote buikpotige schelpen die worden bewoond door heremietkreeften. In dit geval zijn de schelpen vaak extreem plat en teruggebogen.

## Verspreiding
Crepidula plana is inheems van de zuidelijke Saint Lawrencebaai in Canada tot St. Catherine's Sound in Georgia. Geïntroduceerde populaties zijn bekend uit Californië en Washington aan de Amerikaanse Pacifische kust. Het kan groeien op een verscheidenheid aan substraten, waaronder rotsen, plastic drijvers, boeien en de schelpen van dode of levende weekdieren.